# 局所コンパクト群
数学において、局所コンパクト群 (きょくしょコンパクトぐん、英: locally compact group) とは、位相空間として局所コンパクトかつハウスドルフな位相群 G である。数学で現れる群の多くの例は局所コンパクトでありそのような群はハール測度と呼ばれる自然な測度を持っているから局所コンパクト群は重要である。これによって G 上のボレル可測関数の積分を定義することができフーリエ変換や {\displaystyle L^{p}} 空間といった標準的な解析学の概念を一般化することができる。
有限群の表現論の結果の多くは群上平均化することによって証明される。コンパクト群に対しては、これらの証明の修正は正規化されたハール積分に関して平均を取ることによって類似の結果をもたらす。一般の局所コンパクト群では、そのような技術が使えるとは限らない。得られる理論は調和解析の中心的な部分である。局所コンパクトアーベル群の表現論はポントリャーギン双対によって記述される。

## 例と反例
- 任意のコンパクト群は局所コンパクトである。
- 任意の離散群は局所コンパクトである。したがって局所コンパクト群の理論は通常の群の理論を含む。任意の群には離散位相を与えることができるからである。
- 局所的にユークリッド的なリー群は局所コンパクト群である。
- ハウスドルフ位相線型空間が局所コンパクトであることと有限次元であることは同値である。
- 有理数の加法群 Q は実数の部分集合として相対位相を与えると局所コンパクトではない。離散位相を与えると局所コンパクトである。
- 任意の素数 p に対して p 進数の加法群 Qp は局所コンパクトである。

## 性質
等質性により、位相群に対する局所コンパクト性は単位元においてのみ確認すればよい。つまり、群 G が局所コンパクトであることと単位元がコンパクトな近傍を持つことは同値である。各点においてコンパクトな近傍の局所基が存在することが従う。
局所コンパクト群のすべての閉部分群は局所コンパクト群である。（有理数の群が示しているように閉という条件は必要である。）逆に、ハウスドルフ群のすべての局所コンパクト部分群は閉である。局所コンパクト群のすべての商群は局所コンパクトである。局所コンパクト群の族の直積が局所コンパクトであることと有限個を除くすべての因子が実はコンパクトであることは同値である。
位相群は位相空間として常に完全正則である。局所コンパクト群は正規というより強い性質を持つ。
すべての第二可算な局所コンパクト群は位相群として距離化可能（すなわち位相と両立する左不変な距離を与えることができる）であり完備である。